# Guldkolv
Guldkolv eller guldklubba (Orontium aquaticum) är en art i familjen kallaväxter. Den är den enda arten i släktet och förekommer naturligt från östra USA och söderut till Texas, den finns dessutom naturaliserad i halländska Skärsjön utanför Varberg. Arten är en utpräglad våtmarksväxt och både blad- och blomsstjälkarna flyter vanligen på vattnet. Guldkolv odlas ibland som trädgårdsväxt.
Guldkolven är en flerårig ört med krypande jordstam. Bladen kommer fram före blommorna och är flera samlade i en rosett. Bladskaftet är cirka 10-40 cm lång ochlängre än bladskivan. Bladskivan blir cirka 10-40 cm och är mörkt blåaktigt gröna med sammetslysterpå ovansidan och blekare på undersidan. De är avlångt elliptiska med avsmalnande eller rundad bas, spetsen är uddspetsig eller kort utdraget spetsig. Nerverna löper parallellt utom nära basen. Blomställningen består av en 2-10 cm lång, klargul kolv som tillsammans med skaftet blir ungefär lika lång som bladen. Hölsterblad saknas. Själva blommorna är vanligen tvåkönade, de översta är ibland hanliga. De har ett utvecklat hylle. Frukterna är bär som är delvis inbäddade i kolven, de blir gröna eller blågröna som mogna. Varje frukt innehåller ett frö.
Artepitetet aquaticum (lat.) betyder "växer i vatten".

## Synonymer
Aronia aquatica (L.) Baill.
Orontium aquaticum f. natans Glück
Orontium aquaticum f. terrestre Glück